# KBS 무대
KBS 무대는 KBS 한민족방송(AM 972, 6015, 1170kHz)과 KBS 제1라디오(전국, 수도권 기준 FM 97.3MHz, AM 711kHz)에서 방송되는 라디오 드라마이다. 단, 이 프로그램은 전국방송이다.

## 역사
1957년 10월 10일에 첫방송을 시작했으며, 대한민국의 역사상 최장수 라디오 드라마이다.